# Tetragnatha riveti
Tetragnatha riveti là một loài nhện trong họ Tetragnathidae.
Loài này thuộc chi Tetragnatha. Tetragnatha riveti được miêu tả năm 1913 bởi Berland.